# 伊珥雯
伊珥雯（Eärwen），是英國作家約翰·羅納德·瑞爾·托爾金（J.R.R. Tolkien）的史詩式奇幻小說《精靈寶鑽》中的人物。
她是帖勒瑞族（Teleri）的公主，嫁給了諾多族王子費納芬（Finarfin）。

## 名字
伊珥雯（Eärwen）一名來自昆雅語，意思是「大海少女」Sea maiden。
她亦被喚作「澳闊隆迪的天鵝公主」（Swan-maiden of Alqualondë），因為她是帖勒瑞族的公主，而帖勒瑞族的象徵是天鵝，以及他們的聚居地是澳闊隆迪（Alqualondë）。

## 總覽
伊珥雯是帖勒瑞族精靈，有著一般帖勒瑞族的特質：如星辰般的銀髮，以及對大海的熱愛。她的父親維林諾（Valinor）帖勒瑞族君王奧爾威（Olwë）。她有其他兄弟，但不知道有多少位及他們的名字。她是埃盧·庭葛（Elu Thingol）的姪女，露西安（Lúthien）的表親，因著這關係她的子女可以獲庭葛准許自由出入多瑞亞斯（Doriath）。
她嫁給了費納芬，為他生下三子一女，兒子是芬羅德（Finrod）、安格羅德（Angrod）與艾格諾爾（Aegnor）；女兒是凱蘭崔爾（Galadriel）。在較後期版本裡，歐洛隹斯（Orodreth）由伊珥雯之子變成了她的孫子、安格羅德之子，但印刷版《精靈寶鑽》未有採納這一改變。
她除了是帖勒瑞族公主外，更是維林諾諾多族精靈（Noldor）的王后，因為她的丈夫費納芬在諾多族流亡中土途中折返，承擔起統領留在西方的諾多族精靈之責任。她的好友芬國昐（Fingolfin）之妻阿納爾瑞（Anairë）。

## 生平
伊珥雯生於雙樹紀，應該是在維林諾的澳闊隆迪。她嫁給費納芬，為他生下三子一女。
在黑暗籠罩維林諾後，諾多族決定返回中土大陸。伊珥雯沒有隨她的丈夫費納芬出發，她的好友阿納爾瑞也因為伊珥雯不肯起行而留下於維林諾。
可猜想伊珥雯應該自此繼續與費納芬住在提理安（Tirion），直至阿爾達終結。

## 資料來源
1. ↑  《未完成的故事》 1998年 HarperCollins出版 "History of Galadriel and Celeborn"
2. 1 2 3 4  《精靈寶鑽》 2002年 聯經初版翻譯 第五章《艾爾達瑪及艾爾達的王子們》
3. 1 2  《中土世界的歷史》 Vol.12《中土世界的民族》 "The Shibbeloth of Feanor"